# Проксима Миднайт
Проксима Полуночная (англ. Proxima Midnight) — суперзлодейка, впервые появившаяся в комиксах издательства Marvel Comics. Она является приёмной дочерью Таноса и членом  Чёрного Ордена - команды инопланетян работающей на Таноса.

## История публикации
Персонаж был создан Джонатаном Хикманом. В отличие от других членов Чёрного Ордена, Проксима не была создана Джером Опеаной. Она впервые появилась в одной панели камео в The New Avengers vol. 3 #8 (сентябрь 2013). Её первое полное появление произошло позднее — в том же месяце, в Infinity #1, в котором также состоялось первое появление Чёрного Ордена.

## Биография
Проксима Полуночная является участником Чёрного Ордена Таноса. Танос выбрал её за её умственные навыки комбатанта. Проксима — жена другого члена Ордена Корвуса Глэйва. Её отправили на Землю, чтобы получить Камень Бесконечности у Нэмора, но она связалась с Новыми Мстителями. Вела сражение с Спектрумом и Люком Кейджем, где она находилась равномерно. Она была оскорблена неодобрением Таноса за её действия, а также тем фактом, что Нэмор фактически не обладал Камнем Бесконечности. Проксима и остальная часть Ордена были направлены Нэмором в Ваканду, чтобы найти Камень Бесконечности, но были отвлечены, когда Эбони Мо обнаружил местоположение Тэйна, сына Таноса. Тэйн не хотел иметь ничего общего с его отцом и заключил в тюрьму его и Проксиму в янтаре, где их отвезли в Некрополь.
Нэмор освободил Проксиму и Таноса и попросил, чтобы они присоединились к Заговорщикам из-за его собственного гнева на Землю. Тем не менее, Нэмор вскоре обнаружил, что ненавидит тактику Заговорщиков и поклялся работать с Иллюминатами, чтобы победить их. Сам Нэмор был предан, а Заговорщики застряли на земле, которая должна была быть уничтожена. Им всем удалось убежать в Вселенную Всевышнего и поклялись отомстить. Они создали «спасательный плот» и сумели жить за уничтожением всех вселенных. Заговорщики оказались в Мире Битв, где они начали атаковать местных жителей. Тем не менее, Бог Император Дум разогнал группу на различные уголки Мира Битв, а Проксима вместе с Корвусом Глэйвом были заключены в тюрьму Апокалипсисом.
Ей удалось вернуться в свой дом, когда была восстановлена Мировая Вселенная Marvel. Она встретилась с Таносом и скрытой фигурой, позже показанной как Хела, и объединилась с ней, чтобы найти Мьёльнир. Их поиски приведут к борьбе с Тором, Бета Рэй Биллом, Коллекционером и другими. В конечном счёте, Проксима и Хела были побеждены и вынуждены вернуться с пустыми руками. Чтобы доказать, что она достойна, Хела убила Проксиму перед Таносом, добавив к ней последнее унижение.

## Силы и способности
Проксима обладает типичными атрибутами сверхчеловека, включая сверхчеловеческую силу, прочность,  скорость,  выносливость и некоторую неуязвимость. Она также была мастером-комбатантом и владела копьём, созданным самим Таносом. Копьё способно нанести серьёзные ранения, которые зависят от того, как оно брошено и против кого используется.
Копье способно к серьёзному вреду, основанному на том, как оно бросается и против кого оно используется, превращаясь в многоцелевое ядовитое копье , которое следует за своей целью, и никогда не промахивается. Указанная сила была фатальной для тех, кто её пронзил, убив жертву в считанные минуты. Оно может вернуться к звездной форме, получив бесконечную массу, которая отягощала добычу в перепутывании энергии. Этот эффект может даже связывать и возвращать разгневанного Халка обратно в Брюса Беннера после удара.

## Вне комиксов

### Телевидение
- Проксима полуночная появляется в мультсериале «Мстители, общий сбор!», озвученная Кэри Уолгрен, где она служит Чёрному Ордену[16].
- Проксима полуночная появляется в мультсериале «Стражи Галактики», а Кэри Уолгрен повторяет её роль[16]. Вначале как член Чёрного Ордена, она следует за Эбони Мо и становится членом Всеобщих Верующих.
- Чёрный орден косвенно упоминают вместе с Таносом. Его упоминает Тариан из Дома Кассиусов в разговоре с генералом Гленном Тэлботом/Гравитоном и Ковасом из Конфедерации в 20 серии 5 сезона сериала "Агенты Щ.И.Т.". Тариан сообщает о Таносе, что его силы(Чёрный орден) приближаются к Земле и являются в данный момент главной угрозой Земли. Проксима вместе с Корвусом Глэйвом летели на Землю в Шотландию за Камнем Разума который находился во лбу Вижена.

### Фильмы
- Проксима Полуночная появилась в фильме «Мстители: Война бесконечности». Её роль исполнила Кэрри Кун[17][18] Stuntwoman Monique Ganderton stood in for Proxima Midnight on set[19]. Она помогает Таносу найти Камни Бесконечности. Во время погони за Камнем Разума она объединяется со своим сводным братом Корвусом Глэйвом, чтобы преследовать Алую ведьму и Вижена, и побеждается Соколом. Во время битвы в Ваканде, Проксима была убита Алой ведьмой, которая бросает её в одну из колесных машин, выпущенных детьми Таноса.
- Проксима Полночная также появляется в фильме «Мстители: Финал». Вместе с Таносом и остальными его детьми она прибывает из прошлого. Погибает от щелчка Тони Старка.

### Видеоигры
- Проксима Полуночная появляется в качестве босса в Marvel: Avengers Alliance[20].
- Проксима Полуночная появляется в качестве босса и играбельного персонажа в «Marvel: Future Fight»[21].
- Проксима Полуночная появляется в качестве босса и играбельного персонажа игре "Marvel: Contest of Champions"[20].
- Проксима Полуночная появляется в «Lego Marvel Super Heroes 2[22]. Она появляется в DLC «Война бесконечности»